# Folke Bergman

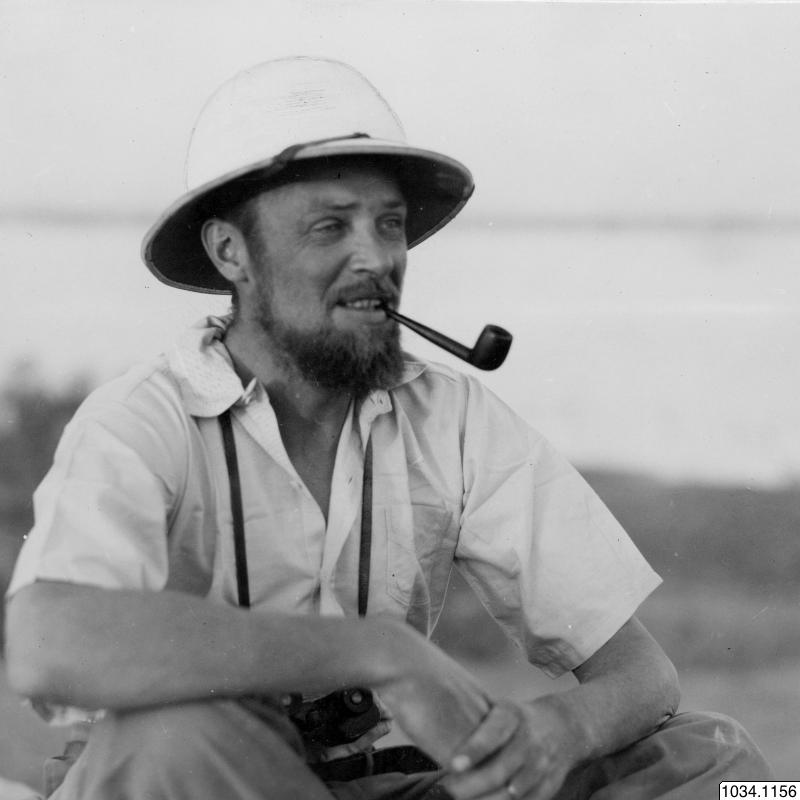
Folke Bergman

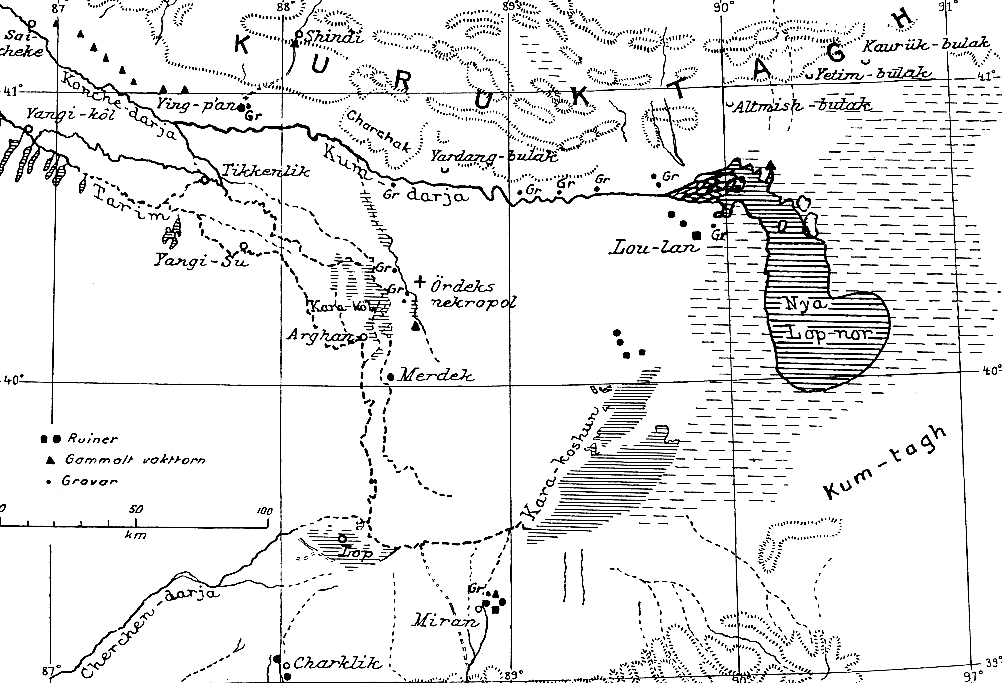
Landkarte (1935) von Folke Bergman mit den hauptsächlichen archäologischen Funden der Chinesisch-Schwedischen Expedition 1927–1933 in der Wüste Lop Nor in Xinjiang, China
Übersetzungen:
Ruiner: Ruinen von Siedlungen und Festungen aus der Zeit vor 330
Gammalt vakttorn: Ruinen von Signaltürmen der Chinesischen Mauer
Grovar: Grabstätten aus der Zeit 2000 v. Chr. bis 330
Bulak: Brunnen (seit 1971 ausgetrocknet)
Ördeks nekropol: Nekropole, die von Sven Hedins Führer Ördek gefunden und von Folke Bergman erforscht und dokumentiert wurde; neuer Name: Xiaohe
Nya Lop-nor: See Lop Nor, der in den Jahren 1921–1971 bestand, von der Chinesisch-Schwedischen Expedition vermessen wurde und dann austrocknete

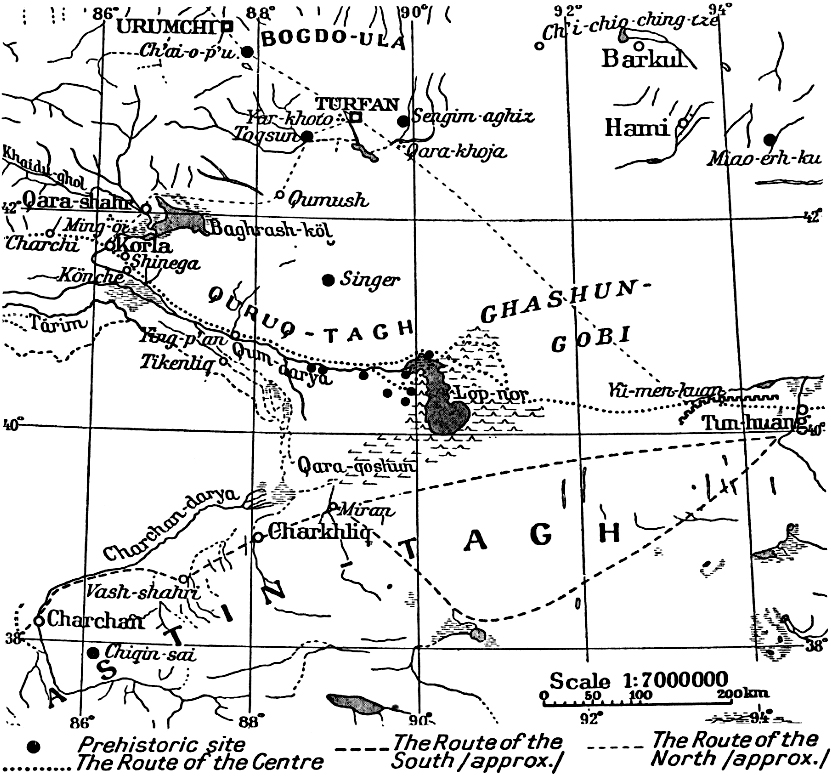
Landkarte von Folke Bergman vom östlichen Xinjiang aus dem Jahr 1939 mit prähistorischen Fundstätten und den Routen der Seidenstraße (vgl. Loulan und Lop Nor).

Hans Folke Bergman (* 29. August 1902 in Stockholm; † 22. Mai 1946 ebenda) war ein schwedischer Archäologe, der an der von Sven Hedin geleiteten Chinesisch-Schwedischen Expedition teilnahm, bei der er 1934 den See Lop Nor und die umgebende Wüste Lop Nor erforschte. In dieser Wüste fand er am Kleinen Fluss (chinesisch: Xiaohe) neben weiteren Gräbern die frühbronzezeitliche Nekropole Cemetery 5 (= Ördeks Nekropole), die später von chinesischen Archäologen Xiaohe genannt wurde.

## Wirkung
Eine langfristige Wirkung seiner Grabungen in Ördeks Nekropole entstand durch seine Publikation 7 in den Reports: Archaeological researches in Sinkiang. Especially the Lop-Nor Region. Als dieser Band nach Jahrzehnten in die chinesische Sprache übersetzt worden war, führten chinesische Archäologen Ende des 20. Jahrhunderts in der Wüste Lop Nor zahlreiche Grabungen an den Fundorten durch, die während der Chinesisch-schwedischen Expedition entdeckt und von Folke Bergman dokumentiert waren. Bei den Grabungen legten sie bronzezeitliche und eisenzeitliche Gräberfelder frei, in deren Särgen bis zu 4000 Jahre alte Mumien lagen. Dabei bestätigte sich die Vermutung von Folke Bergman, dass das östliche Tarimbecken vor über 4000 Jahren von Menschen mit europäischem Aussehen (engl.: Caucasian race), den späteren Tocharern, besiedelt worden war, deren indoeuropäische Vorfahren aus Europa stammten.
Die 2004 fertiggestellte Grabung auf Folke Bergmans frühbronzezeitliche Nekropole Cemetery 5 (= Ördeks Nekropole) am Schmalen Fluss (= Small River Xiaohe = Qum-köl) gehörte in China zu den Top Ten der archäologischen Funde 2004.
Da in der Wüste Lop Nor ständig Raubgrabungen durchgeführt werden, die nicht verhindert werden können, legte die chinesische Regierung hier ab 2006 einen der Schwerpunkte ihrer archäologischen Forschung, um die von Folke Bergman beschriebenen über 80 Fundstätten zu ergraben, zu sichern und zu dokumentieren. Dies ist ein nachträglicher Erfolg der Forschungen von Folke Bergman.
Die Expeditionsteilnehmer hatten großen Wert darauf gelegt, die Ruinen von Signaltürmen zu finden, um den ursprünglichen Lauf der Seidenstraße zu rekonstruieren. Als in China um 1980 das Interesse an der Chinesischen Mauer erwachte, lasen die chinesischen Wissenschaftler zu ihrem Erstaunen in den Reports, dass der Verlauf der Chinesischen Mauer bereits 50 Jahre zuvor von der Chinesisch-Schwedischen Expedition erforscht worden war und dass die Mauer einst bis zur Westgrenze von Xinjiang gereicht hatte.
Folke Bergman legte 1930 im Tal des Ruoshui-Flusses am Edsen-gol mehr als 120 Wohnplätze aus der Jungsteinzeit mit 17.000 Gebrauchsgegenständen frei und entdeckte in der hanzeitlichen Alarmfeuerturm-Stätte (Handai fengsui yizhi 汉代烽燧遗址) über 10.000 antike beschriebene hanzeitliche Holztäfelchen von Juyan mit frühen chinesischen Manuskripten aus der Han-Dynastie. Es handelt sich dabei um Garnisonsdokumente aus den unter Verwaltung der Zhangye-Präfektur stehenden Kommandanturen Juyan und Jianshui. Der Großteil gehört in die späte Westliche Han-Zeit bis in die Anfangszeit der Östlichen Han-Dynastie. Sie werden in den Zeitraum 102 v. Chr. bis 95 n. Chr. datiert und zählen in China zu den großen archäologischen Entdeckungen des 20. Jahrhunderts. Diese Holztäfelchen sind wichtige Materialien für die Erforschung der Geschichte der Han-Zeit. Sie wurden 1980 vom Institut für Archäologie der Chinesischen Akademie der Sozialwissenschaften unter dem Titel „Hanzeitliche Holztäfelchen-Texte aus Juyan, erster und zweiter Teil“ herausgegeben. Bei erneuten Ausgrabungen in den Jahren 1972 bis 1976 sind am Fundort zusätzlich noch mehr als 20.000 weitere Holztäfelchen entdeckt worden. Inzwischen stehen die Ausgrabungsstätten unter Denkmalschutz. Sie befinden sich seit 1988 auf der Liste der Denkmäler der Volksrepublik China (3-209).

## Schriften
- Folke Bergman: Archäologische Funde. In: Petermanns Geographische Mitteilungen. 1935, Gotha 1935, S. 292–293.
- Folke Bergman: Lou-Lan Wood-Carvings and Small Finds Discovered by Sven Hedin. In: Bulletin of the Museum of Far Eastern Antiquities. Band 7, 1935, S. 71–144.
- Folke Bergman: Archaeological Researches in Sinkiang. Especially in the Lop-Nor Region. (Reports from the Scientific Expedition to the Northwestern Provinces of China under the Leadership of Dr. Sven Hedin / Scientific Expedition to the North-Western Provinces of China: Publication 7). Thule, Stockholm 1939 (das grundlegende Werk über die damaligen archäologischen Funde in der Wüste Lop Nor mit wichtigem Kartenmaterial; dieses Werk wurde erst um das Jahr 2000 in die chinesische Sprache übersetzt und ist dann für die chinesische Archäologie in Xinjiang bedeutsam geworden). Siehe auch hier.
- Sven Hedin und Folke Bergman: History of an Expedition in Asia 1927–1935. Reports: Publication 24 - 4: Part II 1928 - 1933 Statens Etnografiska Museum, Stockholm 1943.
- Sven Hedin und Folke Bergman: History of an Expedition in Asia 1927–1935. Reports: Publication 25: Part III 1933–1935, Statens Etnografiska Museum, Stockholm 1944.
- Folke Bergman: Travels and Archaeological Field-work in Mongolia and Sinkiang: a Diary of the Years 1927–1934. In: Sven Hedin und Folke Bergman: History of an Expedition in Asia 1927–1935. Part IV: 1933–1935. General reports, travels and field-work. (Reports: Publication 26.), Statens Etnografiska Museum, Stockholm 1945.
- Johannes Maringer und Folke Bergman: Contribution to the prehistory of Mongolia: A study of the prehistoric collections from inner Mongolia. (Reports: Publication 34 = 7, 7.) Thule, Stockholm 1950.
- Bo Sommarström: Archaeological researches in the Edsen-gol region, Inner Mongolia. Together with the catalogue prepared by Folke Bergman. Statens Etnografisk Museum, Stockholm 1956–1958. 2 Bde. (Reports … Publication 39. VII, 8–9.)
- Folke Bergman: The Kansu-Hohsi Corridor and the Suloho-Ochinaho drainage regions. (Reports: Publication 50: 1, Geography; 4, Sven Hedin Central Asia atlas: memoir on maps; Vol. 3, Fasc. 3) Etnografiska Museet, The Sven Hedin Foundation, Stockholm 1980.

## Sekundärliteratur
- Sven Hedin: Central Asia Atlas, Stockholm, Statens etnografiska museum, Stockholm 1966. In diesem Atlas sind die Reiserouten der Expeditionsteilnehmer eingetragen.[4]
- Gösta Montell: As Ethnographer in China and Mongolia 1929–1932. History of the Expedition in Asia 1927–1935. General Reports of Travels and Fieldworks by Folke Bergman, Gherard Bexell, Birger Bohlin, Gösta Montell. In: Reports from Scientific Expedition to the North-western Provinces of China under the Leadership of Dr. Sven Hedin. The Sino-Swedish Expedition. Publ. 26, Part IV, Stockholm 1945.
- Victor H. Mair: The rediscovery and complete excavation of Ördek’s Necropolis. In: Journal of Indo-European Studies. Band 34, 2006, Heft 3/4, S. 273–318 (Grundlegender Grabungsbericht).
- Alfried Wieczorek und Christoph Lind: Ursprünge der Seidenstraße. Sensationelle Neufunde aus Xinjiang, China. Ausstellungskatalog der Reiss-Engelhorn-Museen, Mannheim. Theiss, Stuttgart 2007, ISBN 3-8062-2160-X (Neue Funde auf den Grabungsstätten von Folke Bergman.)
- Thomas F. Carter: Paper and block printing - from China to Europe. In: D. Crowley, P. Heyer (Hrsg.): Communication in history: technology, culture, society. Pearson Allyn & Bacon, 2007, S. 86.